# 老君庙镇 (汝南县)
老君庙镇，是中华人民共和国河南省驻马店市汝南县下辖的一个行政建制镇。

## 行政区划
老君庙镇下辖以下地区：
老君庙社区、肖屯村、闫寨村、小方村、大肖村、康店村、老胡庄村、房坡村、余之河村、白堰村、杜庄村和伍庄村。